# Theodor Kübler
Theodor Kübler (* 8. Januar 1832 in Stuttgart; † 18. August 1905 in London) war ein deutscher Theologe, Missionar, Kirchenlieddichter und -übersetzer.

## Leben
Theodor Kübler studierte in Tübingen Theologie. Danach stellte er sich der Londoner Missionsgesellschaft zur Verfügung, die ihn 1855 nach Madras (Indien) aussandte. Aus gesundheitlichen Gründen musste er jedoch, inzwischen verheiratet, 1858 wieder nach London zurückkehren. Dort stellte ihn zunächst die deutsch-reformierte Gemeinde als Pastor an. Von 1876 bis 1901 wirkte er als Seelsorger an der deutschen Gemeinde im Londoner Stadtteil Islington, an der von 1859 bis 1865 auch Theodor Christlieb einflussreich tätig war.
Kübler kam früh mit der von Robert Pearsall Smith ausgelösten Heiligungsbewegung in Berührung. Auf der berühmten Konferenz von Brighton 1875 lernte er den deutschen Methodistenprediger Ernst Gebhardt kennen.
Neben seiner Gemeinde wirkte Kübler durch die Förderung des deutschen Hospitals in London, durch einen Armen-Unterstützungsverein und durch seine Mitarbeit in der Seemanns-Mission. Er vermochte persönliche Frömmigkeit mit sozialem Engagement zu verbinden und beeinflusste durch seine Lied-Übersetzungen die Gemeinschaftsbewegung auch über das Reichsliederbuch.

## Werk als Kirchenliedübersetzer
Kübler übersetzte eine ganze Reihe von Liedern der angelsächsischen Erweckungs- und Heiligungsbewegung ins Deutsche, darunter „Auf, denn die Nacht wird kommen“ (Anna Louisa Walker, 1836–1907), „Wenn Friede mit Gott meine Seele durchdringt“ (Horatio G. Spafford, 1828–1888) und „Ein Tagwerk für den Heiland“ (Anna Warner, um 1820–1910). In dem Lied „Wer Jesum am Kreuze im Glauben erblickt“ (Amelia Mathilda Hull, 1825–1882) findet sich das reformatorische „sola gratia“ in der erwecklichen Sprache des 19. Jahrhunderts. Ernst Gebhardt nahm zuerst die Übersetzungen in seine verschiedenen Liedsammlungen auf und sorgte dadurch für die Verbreitung der Gesänge in Deutschland und der Schweiz.
Küblers Liedübersetzungen erschienen unter anderem in folgenden Gesangbüchern:
- Ernst Gebhardt: Frohe Botschaft in Liedern, 1875
- Ernst Gebhardt: Jubiläumssänger, 1878
- Ernst Gebhardt: Evangeliumslieder, 1880
- Reichsliederbuch, deutsche Gemeinschaftslieder
- Gesangbuch der Bischöflichen Methodistenkirche in Deutschland, 1926

## Werke
- Gedächtnis-Predigt auf den am 14. Dezember 1861 verstorbenen Prinz Albert, Gemahl Ihrer Majestät der Königin Victoria von England, gehalten am 4. Advent, 22. Dez. 1861, in der deutsch-reformierten Kirche in Hooper Square, Whitechapel. London, 1862.
- General Gordon, der Held und Christ. Stuttgart: Steinkopf [o. J.]
- Die junge Heldin. [o. J.]
- Der Sohn des Meeres. [o. J.]
- Ein alter Veteran, oder wie ein armer württembergischer Waisenknabe Missionar, Schiffskaplan und englischer Landpfarrer wurde. Basel 1877.